# Gridalo forte
Gridalo forte (titolo originale Go Tell It on the Mountain) è un romanzo semiautobiografico dello scrittore afroamericano James Baldwin. Suo primo romanzo, considerato di formazione, venne pubblicato nel maggio 1953 a New York.
Il titolo del libro, Go Tell It on the Mountain, trae spunto da uno spiritual e canto natalizio composto nella seconda metà del XIX secolo da John Wesley Work Jr., che riadattò un canto afro-americano.
Vi si racconta la storia di John Grimes, un adolescente nero intelligente nella Harlem degli anni Trenta del '900, e le sue relazioni con la propria famiglia e la Chiesa. Il romanzo rivela inoltre i retroscena della vita della madre del ragazzo, dell'assenza del padre biologico e la figura di Gabriel Grimes, il violento patrigno, un fanatico religioso. Il testo è incentrato sul ruolo della Chiesa Pentecostale nelle vite dei neri americani, vista sia come fonte di repressione e di un atteggiamento moralmente ipocrita che come positiva sorgente di ispirazione e aggregazione comunitaria.
Il settimanale americano Time selezionò l'opera nella lista dei 100 migliori romanzi in lingua inglese tra il 1923 e il 2005.

## Trama
La storia si svolge nel quartiere di Harlem, il quartiere della città di New York: protagonista è il giovane John Grimes che vive dei problemi esistenziali, oppresso da un patrigno predicatore, ma che cerca comunque aiuto e sicurezza nella Chiesa, e quindi nella comunità. Grazie soprattutto ad un amico, egli riesce a liberarsi del peso che lo opprime internamente. Quando comprenderà l'origine della mancanza di empatia del patrigno, sarà anche in grado di perdonarne la malevolenza e i pregiudizi, per confrontarsi finalmente col mondo esterno.
L'amico lo aiuterà anche a scoprire la propria sessualità, considerata diversa: il tema dell'omosessualità ritornerà in tutti i libri di Baldwin; in questo primo romanzo sarà resa in modo delicato e poetico, presentata come una salvezza.
Il romanzo è strutturato in cinque parti: un primo capitolo è scritto seguendo principalmente il punto di vista del quattordicenne John; seguono tre capitoli intitolati "Le preghiere dei Santi" ("The Prayers of the Saints)", narrati secondo il punto di vista di Florence, la zia di John, di suo padre e di sua madre. Viene poi il capitolo conclusivo. Le tre preghiere corrispondono ai pensieri e ai ricordi dei tre santi (ovvero i tre protagonisti) mentre pregano nel corso di una funzione religiosa vecchio stile.

### Primo capitolo
Il capitolo di apertura narra la storia di John, un giovane fanciullo afroamericano di Harlem nel 1930. John era stato allevato dalla madre Elisabetta e dal marito, Gabriel, che era un predicatore e pretendeva una severa disciplina, e si comportava in maniera violenta nei confronti dei suoi figli e di sua moglie.
Il credo religioso di Gabriel è molto duro e pensa che la salvezza possa giungere solo attraverso Gesù senza il quale chiunque è condannato all'inferno. John odia suo padre e sogna spesso di ferirlo o di ucciderlo per poi fuggire.

### La preghiera di Florence
La preghiera di Florence narra la storia della sua vita. Era nata da uno schiavo liberato rimasto a lavorare per sua scelta nel Sud presso una famiglia di bianchi.
Sua madre aveva sempre preferito suo fratello minore, Gabriel, facendo sentire in Florence un gran desiderio di fuggire dalla sua vita. Un giorno, acquista un biglietto di sola andata per New York abbandonando la madre sul letto di morte. A New York, Florence sposa un uomo dalle abitudini dissolute di nome Frank, e la sua vita matrimoniale è una continua lite per dieci anni, fino a quando Frank, una notte, se ne va per non tornare più. Egli muore in seguito in Francia durante la prima guerra mondiale, ma Florence lo scoprirà solamente grazie ad un'amica di Frank.

### La preghiera di Gabriel
La preghiera di Gabriel inizia con una descrizione delle sue abitudini di adolescente effeminato e alcolizzato, prima della sua rinascita in Cristo e dell'inizio della sua carriera come predicatore. Dopo la sua conversione stringe una relazione con un'amica d'infanzia di Florence, una donna di nome Deborah un po' più vecchia di lui che è stata violentata da adolescente da una banda di uomini bianchi. Deborah è profondamente religiosa, e Gabriel si appoggia alla sua forza per riuscire a diventare egli stesso un buon reverendo. Tuttavia, nonostante le sue convinzioni religiose, Gabriel non è in grado di resistere all'attrazione sessuale per una donna di nome Esther. Ha una breve relazione con lei, ma poi finisce per sentire forti sensi di colpa e quando Esther si trova incinta, Gabriel ruba alla moglie i risparmi e li dà ad Esther per riuscire a mettere tutto a tacere e perché la donna possa andare a partorire altrove; lei va a Chicago, ma muore dando alla luce il loro figlio, Royal. Royal conosce suo padre, ma non conosce il loro vero rapporto, ed è infine ucciso in una rissa da taverna a Chicago. Gabriel è impotente e non riesce ad impedire l'omicidio di suo figlio. Deborah, che fin dall'inizio sapeva o sospettava che Royal fosse il figlio di suo marito, prima di morire a sua volta, rimprovera Gabriel per aver abbandonato Esther e suo figlio.

### La preghiera di Elizabeth
In questa preghiera, che è la più breve delle tre, Elizabeth racconta la sua storia. Da ragazza era molto legata al padre, ma quando la madre morì fu costretta da un tribunale ad andare a vivere con una zia dal carattere imperioso e freddo. In seguito andrà a vivere a New York con un'amica della zia che lavora come medium. Si viene a sapere che Gabriel non è il padre biologico di John.
Elizabeth ritorna a New York con il suo fidanzato, Richard, un "peccatore autodidatta" che non crede nella Chiesa e che non ha mantenuto la sua promessa di sposare Elizabeth.
Richard viene arrestato per una rapina che non ha commesso e, malgrado venga assolto al processo, non riesce a superare l'esperienza - compreso l'abuso da parte dei poliziotti bianchi - e, durante la prima notte trascorsa a casa, si uccide.
Elizabeth, che da pochi mesi è incinta di John, trova un posto di lavoro dove incontra Florence. Florence la presenta a Gabriel che la sposa.

### Ultimo capitolo
Nel capitolo finale si ritorna alla chiesa, dove John cade a terra in uno stato spontaneo di estasi spirituale. Curiosamente viene posseduto dallo spirito subito dopo che lo è il suo amico Elisha, ed inizia ad avere una serie di visioni simili a sogni in cui vede il paradiso, l'inferno, la vita e la morte, e vede Gabriel in piedi accanto a lui. Quando si risveglia dice di essere salvo e che ha accolto Gesù nel suo cuore. Appena il gruppo lascia la chiesa, i vecchi peccati tornano alla luce, in quanto Florence intende raccontare a Elizabeth del sordido passato di Gabriel.

## Personaggi
- John è il protagonista. All'inizio del romanzo ha quattordici anni ed è descritto come un ragazzo delicato e dal carattere complesso.
- Roy è il fratellastro minore di John. All'inizio del romanzo egli viene picchiato dai bianchi. È descritto come un giovane dal carattere turbolento.
- Elizabeth è la madre di John.
- Gabriel è il patrigno di John ed è diacono. Egli prova rancore nei confronti delle persone bianche e mostra grande odio verso il figlio John.
- Florence è la zia di John e la sorella di Gabriel. Cerca di limitare il fratello nelle punizioni che assegna.
- Elisha è il nipote del pastore ed è un giovane uomo che cerca di insegnare a John i modi di un ragazzo rispettoso.
- Sorella Price
- Sorella McCandless
- Deborah è la prima moglie di Gabriel. È stata violentata in tenera età da uomini bianchi.
- Mother Washington, una parrocchiana.
- Ella Mae è la nipote di Mother Washington.
- Frank è il marito di Florence morto nella Prima Guerra Mondiale in Francia. Egli non era in grado di conservare il suo denaro ed era dedito all'alcool.
- Anziano Peters è un vecchio sacerdote.
- Esther è l'amante di Gabriel. Beve whiskey e dice che non ha tempo per pregare. Gabriel prova per lei una passione che non sente per la moglie. La loro relazione si conclude dopo nove giorni.
- Royal è il figlio illegittimo nato da Esther e Gabriel.
- Sorella McDonald è la madre di Esther e la nonna materna di Royal. Elizabeth va a vivere con lei dopo la morte della madre.
- Elizabeth, va a vivere con la zia dopo la morte di sua madre.
- La madre di Elizabeth, muore quando la figlia è ancora bambina.
- Il padre di Elizabeth, avrebbe portato Elizabeth al circo quando era ancora bambina.
- La zia di Elizabeth, che vive nel Maryland.
- Richard è il ragazzo di Elizabeth che la porta a New York; autodidatta, a volte amaro, è il padre biologico di John ed il vero amore della vita di Elisabeth ed è l'unico personaggio del romanzo con l'ambizione di poter cambiare il sistema di vita dei personaggi.
- Madame Williams, una spiritista amica della zia di Elisabeth, con la quale rimane quando va in città.

## Riferimenti ad altre opere
In Gridalo forte, Baldwin fa diversi riferimenti alla Bibbia, il più importante dei quali è quello a Cam, figlio di Noè, che un giorno vide suo padre nudo. Noè di conseguenza maledisse il figlio di Cam, Canaan, e lo relegò al ruolo di servo degli altri suoi figli. Questa storia è importante per due ragioni. In primo luogo è stata utilizzata come giustificazione biblica della schiavitù e come spiegazione della supposta inferiorità delle persone di origine africana, perché i figli di Cam emigrarono in Africa. John nel romanzo si interroga brevemente su questa interpretazione.
In secondo luogo questa storia stabilisce il tabù della nudità del patriarcato. Anche John un giorno vede Gabriel nudo nella vasca quando gli chiede di aiutarlo a lavarsi la schiena, ed inorridisce e si arrabbia per quest'esperienza. Ma egli vede Gabriel nudo anche metaforicamente. John lo considera un ipocrita. Per queste ragioni, Baldwin fa frequenti riferimenti alla storia di Cam quando narra della crisi di fede di John.
Baldwin fa riferimento a diversi altri personaggi e storie della Bibbia, alludendo in un punto alla storia di Mosè che porta gli ebrei fuori dall'Egitto e tracciando un paragone tra quell'esodo e il bisogno degli afroamericani di uscire dalla posizione di sottomissione in cui sono stati tenuti. La lotta di John con Elisha evoca la storia di Giacobbe che lotta con un misterioso essere soprannaturale nel Libro della Genesi.
Il ritmo e la lingua della storia richiamano fortemente il linguaggio biblico, in particolare nella versione di Re Giacomo.
Molti dei passaggi utilizzano modelli di ripetizione identificati da studiosi, come Robert Alter e altri, tipici dei versi biblici.

## Tematiche autobiografiche
James Baldwin era cresciuto ad Harlem e non aveva mai conosciuto suo padre biologico.

Il suo patrigno era un ministro Pentecostale e Baldwin disse che era un uomo severo e violento. Inoltre, come John, anche Baldwin aveva avuto un risveglio religioso all'età di 14 anni, l'età in cui divenne predicatore.
Egli era inoltre stato disilluso dalla vita religiosa ed espresse questo tema nei romanzi successivi. nelle sue ultime opere, iniziò ad introdurre i temi dell'omosessualità e della bisessualità. Il suo romanzo La camera di Giovanni, è rappresentativo di queste tematiche ed è considerato come un indicatore della sessualità di Baldwin.
Ci sono alcuni accenni di tematiche omosessuali anche in Gridalo forte, come ad esempio il fascino e l'attrazione che prova John per Elisha.

## Adattamenti
In un tentativo di ripetere il successo della mini-serie Radici, anche quella la storia di una saga familiare afroamericana, la rete ABC ha prodotto, nel 1984, un film per televisione basato sul romanzo "Gridalo forte". Il film, diretto da Stan Lathan, aveva come protagonisti Paul Winfield nella parte di Gabriel durante la sua età adulta e Ving Rhames nella parte di Gabriel durante la gioventù.

## Curiosità
Go Tell It On The Mountain è anche il titolo di una canzone dei Linkin Park.

## Edizioni italiane
- Gridalo forte, traduzione di Aldo Buzzi, Collezione La Scala, Milano, Rizzoli, aprile 1966.
- Gridalo forte, traduzione di Silvia Mondino, Collana Highway 61, Venezia-Mestre, Amos Edizioni, 2013, ISBN 978-88-876-7036-3.
- Gridalo forte, Roma, Fandango Libri, 2024, ISBN 979-12-563-6042-0.